# Seeed (Album)
Seeed ist das vierte Studioalbum der Berliner Reggae/Dancehall-Gruppe Seeed. Es wurde am 28. September 2012 veröffentlicht und beendete eine längere Schaffenspause der Band – der Vorgänger Next! erschien 2005. In der Zwischenzeit hatten die Bandmitglieder Peter Fox, Dellé und Demba Nabé (Boundzound) eigene Alben veröffentlicht.
Seeed erreichte bei Veröffentlichung auf Anhieb die Nr. 1 der deutschen Album-Charts und ist damit das erste Nr.-1-Album der Band.
Stilistisch bewegt sich das Album im Vergleich zu Music Monks und Next! etwas vom Dancehall weg und enthält mit Feel For You, You & I und Lovelee sogar drei Balladen, welche es bis dahin in dieser Form von Seeed nicht gegeben hatte. Beautiful ist von einem Big-Band-Sound geprägt, während Elephants und Molotov leicht von Rockmusik beeinflusst sind. Beim Titel Wonderful Life handelt es sich um eine Coverversion von Black im Dancehall-Stil. Deine Zeit und Augenbling sind einem ähnlichen Stil wie Fox’ Soloalbum Stadtaffe produziert, während Waste My Time und Deine Zeit Einflüsse elektronischer Tanzmusik bzw. EDM besitzen. You & I ist als einziger Song des Albums stark von Reggae beeinflusst.
Fünf der elf gesungenen Titel beinhalten deutschsprachige Texte, zwei davon (Deine Zeit und Seeeds Haus) sind komplett auf Deutsch, nachdem es davor auf den ersten drei Alben lediglich ein Lied ohne englischsprachige Texte gegeben hatte. Mit Ausnahme von Feel For You, in der Nabé den gesamten Text singt, sind alle drei Sänger in allen Songs zu hören.
Stilistisch besteht das Album weiterhin aus einer Mischung zwischen deutsch- und englischsprachigen Texten (mit leichtem Übergewicht der englischen Texte), wobei die deutschen Teile nicht mehr überwiegend von Baigorry stammen, so singt Nabé in jedem deutschsprachigen Lied mit Ausnahme von Waste My Time auch auf Deutsch. Auch Dellé singt in drei der fünf deutschsprachigen Songs deutsche Texte.

## Titelliste
| #   | Titel               | Länge |
| --- | ------------------- | ----- |
| 1.  | Beautiful           | 3:27  |
| 2.  | Deine Zeit          | 3:44  |
| 3.  | Feel for You        | 3:43  |
| 4.  | Augenbling          | 3:23  |
| 5.  | You & I             | 3:47  |
| 6.  | Waste My Time       | 2:46  |
| 7.  | Seeeds Haus         | 3:18  |
| 8.  | Elephants           | 2:19  |
| 9.  | Lovelee             | 4:05  |
| 10. | Wonderful Life      | 3:30  |
| 11. | Molotov             | 2:25  |
| 12. | Beautiful (Reprise) | 1:47  |

## Singles

### Molotov / Wonderful Life
Als erste Ankündigung einer erneuten Zusammenarbeit der Band erschien am 12. August 2011 eine Doppel-A-Seiten-Single mit den Titeln Molotov und Wonderful Life. Zweiter Titel ist dabei eine Coverversion des Hits von Colin Vearncombe (Black) aus dem Jahr 1987. Molotov kommt dabei ohne Refrain aus.

### Beautiful
Einen Monat vor Veröffentlichung des Albums, am 31. August, erschien die Single Beautiful. Sie hatte im Ersten Deutschen Fernsehen Videopremiere.

### Augenbling
Bereits mit Veröffentlichung des Albums konnte sich auch der Titel Augenbling als Einzeldownload in den deutschen Verkaufscharts platzieren. Er stieg am 12. Oktober 2012 auf Platz 12 ein und war damit bereits deutlich erfolgreicher als die zuvor ausgekoppelte Single Beautiful. Am 2. November 2012 wurde das Video zum Song veröffentlicht und am 16. November erschien der Titel auch als CD-Single, die sich in der Folge sogar in den Top 10 der deutschen Charts platzierte. Es ist damit nach Aufstehn! (2005) und Ding (2006) die dritterfolgreichste Single der Band. In der Schweiz ist Augenbling mit Platz 15 die bis heute am Abstand höchstplatzierte Single Seeeds.
Auf der Single sind neben dem Titel Augenbling drei auf dem Augenbling-Riddim basierende Lieder der bekannten jamaikanischen Dancehall-Künstler T.O.K. und Bounty Killer sowie ein Lied des Berliner Rappers Megaloh enthalten.
Der Titel wurde später von Max Mutzke gecovert.

### Deine Zeit
Als vierte Single erschien am 22. März 2013 Deine Zeit. Das Video wurde am 2. März während der Seeed Tour in Chemnitz gedreht. Es zeigt die Band bei einem am Tag zuvor via Facebook angekündigten Auftritt am Karl-Marx-Monument. Stilistisch erinnert das Lied genau wie Augenbling an Fox’ Soloalbum Stadtaffe. Deine Zeit ist die erste Singleveröffentlichung Seeeds, welche ausschließlich deutsche Texte enthält.

## Kommerzieller Erfolg

### Chartplatzierungen
| ChartsChartplatzierungen | Höchstplatzierung | Wochen |
| ------------------------ | ----------------- | ------ |
| Deutschland (GfK)        | 1 (47 Wo.)        | 47     |
| Österreich (Ö3)          | 2 (33 Wo.)        | 33     |
| Schweiz (IFPI)           | 5 (28 Wo.)        | 28     |

| ChartsJahrescharts (2012) | Platzierung |
| ------------------------- | ----------- |
| Deutschland (GfK)         | 11          |
| Österreich (Ö3)           | 27          |
| Schweiz (IFPI)            | 80          |

| ChartsJahrescharts (2013) | Platzierung |
| ------------------------- | ----------- |
| Deutschland (GfK)         | 67          |
| Österreich (Ö3)           | 49          |

### Auszeichnungen für Musikverkäufe
| Land/Region        | Auszeichnungen für Musikverkäufe (Land/Region, Auszeichnung, Verkäufe) | Verkäufe |
| ------------------ | ---------------------------------------------------------------------- | -------- |
| Deutschland (BVMI) | 3× Gold                                                                | 300.000  |
| Österreich (IFPI)  | Gold                                                                   | 10.000   |
| Insgesamt          | 2× Gold · 1× Platin ·                                                  | 310.000  |